# Andrew Robertson
Andrew Henry „Andy“ Robertson, MBE (* 11. März 1994 in Glasgow) ist ein schottischer Fußballspieler. Der Linksverteidiger steht seit Juli 2017 beim FC Liverpool unter Vertrag und ist Kapitän der schottischen Nationalmannschaft.

## Karriere

### Verein

#### Stationen in Schottland und Hull City
Robertson wurde 1994 im schottischen Glasgow geboren. Nachdem er bei Celtic Glasgow mit dem Fußballspielen begonnen hatte, wurde er während seiner Zeit bei der U15 des Vereins für zu klein empfunden, sodass er innerhalb der Stadtgrenzen zum FC Queen’s Park wechselte. Für die Spiders zunächst weiterhin in der Jugend aktiv, kam Robertson in der Saison 2012/13 zu seinem Debüt für den damaligen Viertligisten. Die gesamte Spielzeit über fungierte der linke Außenverteidiger als Stammspieler und kam in 34 von 36 möglichen Ligaspielen zum Einsatz. Bereits nach seiner ersten kompletten Profisaison wechselte der 19-Jährige zum schottischen Erstligisten Dundee United. Der bis zum Jahr 2015 gültige Vertrag wurde nach starken Leistungen im Team von Jackie McNamara vorzeitig bis 2016 verlängert. Mit United erreichte Robertson das Pokalfinale 2014, das gegen den FC St. Johnstone verloren wurde. Am Saisonende standen 36 Ligaspiele zu Buche. Im Juli 2014 wechselte er jedoch vorzeitig den Verein, nachdem ihn die Tigers von Hull City für eine Ablösesumme von 2,85 £ Mio. aus seinen Vertrag herausgekauft hatten.

#### Durchbruch beim FC Liverpool

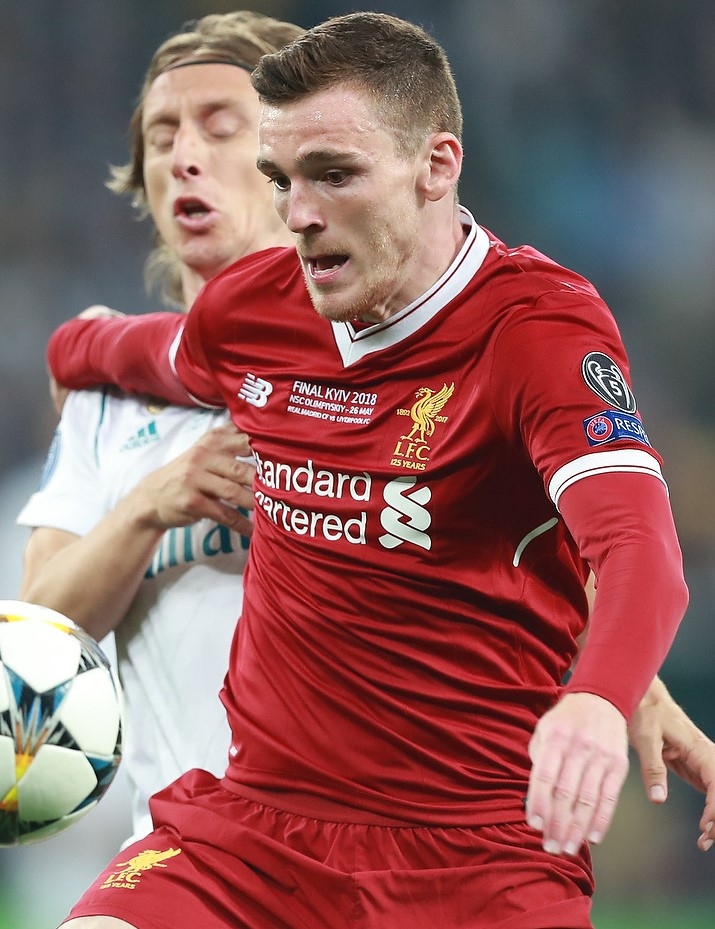
Andy Robertson (2018)

Zur Saison 2017/18 wechselte Robertson zum FC Liverpool. Unter dem Cheftrainer Jürgen Klopp verdrängte er im Laufe der Saison Alberto Moreno und entwickelte sich zum Stammspieler auf der Linksverteidigerposition. Er absolvierte in seinem ersten Jahr 22 Premier-League-Spiele, in denen ihm ein Treffer gelang. Zudem kam er u. a. in der K.-o.-Phase der UEFA Champions League zu 6 Einsätzen; der FC Liverpool erreichte das Finale, in dem man Real Madrid unterlag. In der Saison 2018/19 war Robertson Stammspieler und absolvierte 36 Premier-League-Spiele. Hinter Manchester City wurde er mit seiner Mannschaft Vizemeister. Wie im Vorjahr zog der FC Liverpool in das Champions-League-Finale ein und gewann mit 2:0 gegen den Ligakonkurrenten Tottenham Hotspur. Im Dezember 2019 konnte Robertson mit Liverpool die FIFA-Klub-Weltmeisterschaft 2019 gegen Flamengo Rio de Janeiro mit 1:0 nach Verlängerung gewinnen. Für seine Leistungen im Jahr 2019 wurde er neben seinen Teamkollegen Alisson, Virgil van Dijk, Trent Alexander-Arnold und Sadio Mané ins UEFA Team of the Year gewählt.

### Nationalmannschaft
Nachdem Robertson im Jahr 2013 dreimal für die Schottische U21 aufgelaufen war, debütierte er im März 2014 in der Schottischen A-Nationalmannschaft. Sein Debüt gab er im Länderspiel gegen Polen, als ihn Nationaltrainer Gordon Strachan in der 67. Minute für Barry Bannan einwechselte. In seinem vierten Spiel für Schottland erzielte er den ersten Treffer im Nationaltrikot. Im Prestige-Duell gegen England im heimischen Celtic Park traf der Außenverteidiger zum zwischenzeitlichen 1:2 bei der 1:3-Niederlage. Zur Fußball-Europameisterschaft 2021 wurde er in den schottischen Kader berufen, kam aber mit diesem nicht über die Gruppenphase hinaus.

## Titel
International
- Champions-League-Sieger: 2019
- Klub-Weltmeister: 2019
- UEFA-Super-Cup-Sieger: 2019

England
- Meister (2): 2020, 2025
- Pokalsieger: 2022
- Ligapokalsieger (2): 2022, 2024
- Supercupsieger: 2022

Persönliche Auszeichnungen
- UEFA Team of the Year: 2019